# Списък с епизоди на „Малките титани“
Това е списъкът с епизоди на анимационния сериал „Малките титани“ с оригиналните дати на излъчване в САЩ и България.

## Сезон 1
| Номер | Заглавие                                    | Първо излъчване в САЩ | Първо излъчване в България |
| ----- | ------------------------------------------- | --------------------- | -------------------------- |
| 01    | Разделяй и владей (Divide and Conquer)      | 2 август 2003 г.      | 6 април 2008 г.            |
| 02    | Сестрата (Sisters)                          | 26 юли 2003 г.        | 6 април 2008 г.            |
| 03    | Последният изпит (Final Exam)               | 19 юли 2003 г.        | 12 април 2008 г.           |
| 04    | Природни сили (Forces of Nature)            | 16 август 2003 г.     | 12 април 2008 г.           |
| 05    | Съставни части (The Sum of His Parts)       | 23 август 2003 г.     | 13 април 2008 г.           |
| 06    | Никога вече (Nevermore)                     | 30 август 2003 г.     | 13 април 2008 г.           |
| 07    | Размяната (Switched)                        | 6 септември 2003 г.   | 19 април 2008 г.           |
| 08    | Шестима под водата (Deep Six)               | 13 септември 2003 г.  | 19 април 2008 г.           |
| 09    | Маски (Masks)                               | 20 септември 2003 г.  | 20 април 2008 г.           |
| 10    | Лудият Мод (Mad Mod)                        | 27 септември 2003 г.  | 20 април 2008 г.           |
| 11    | Проблеми с колата (Car Trouble)             | 11 ноември 2003 г.    | 26 април 2008 г.           |
| 12    | Наследникът (Apprentice)                    | 4 октомври 2003 г.    | 26 април 2008 г.           |
| 13    | Наследникът, втора част (Apprentice, pt II) | 11 октомври 2003 г.   | 27 април 2008 г.           |

## Сезон 2
| Номер | Заглавие                                       | Първо излъчване в САЩ | Първо излъчване в България |
| ----- | ---------------------------------------------- | --------------------- | -------------------------- |
| 14    | Колко дълго е завинаги? (How Long Is Forever?) | 10 януари 2004 г.     | 27 април 2008 г.           |
| 15    | Всяко куче си има ден (Every Dog Has His Day)  | 17 януари 2004 г.     | 3 май 2008 г.              |
| 16    | Тера (Terra)                                   | 24 януари 2004 г.     | 3 май 2008 г.              |
| 17    | Просто човек (Only Human)                      | 31 януари 2004 г.     | 4 май 2008 г.              |
| 18    | Самият страх (Fear Itself)                     | 7 февруари 2004 г.    | 4 май 2008 г.              |
| 19    | Среща със съдбата (Date with Destiny)          | 14 февруари 2004 г.   | 10 май 2008 г.             |
| 20    | Трансформация (Transformation)                 | 21 февруари 2004 г.   | 10 май 2008 г.             |
| 21    | Нов Титан (Titan Rising)                       | 28 февруари 2004 г.   | 11 май 2008 г.             |
| 22    | Всичко е за победителя (Winner Take All)       | 6 март 2004 г.        | 11 май 2008 г.             |
| 23    | Предателство (Betrayal)                        | 31 юли 2004 г.        | 17 май 2008 г.             |
| 24    | Ранен (Fractured)                              | 7 август 2004 г.      | 18 май 2008 г.             |
| 25    | Осъзнаване (Aftershock)                        | 14 август 2004 г.     | 18 май 2008 г.             |
| 26    | Осъзнаване, втора част (Aftershock, pt. II)    | 21 август 2004 г.     | 24 май 2008 г.             |

## Сезон 3
| Номер | Заглавие | Първо излъчване в САЩ | Първо излъчване в България |
| ----- | --- | --------------------- | -------------------------- |
| 27    | Заблуда (Deception)                                                                                         | 28 август 2004 г.     | 29 септември 2008 г.       |
| 28    | Хиксът (X)                                                                                                  | 4 септември 2004 г.   | 30 септември 2008 г.       |
| 29    | Годежът (Betrothed)                                                                                         | 11 септември 2004 г.  | 30 септември 2008 г.       |
| 30    | Повреда (Crash)                                                                                             | 18 септември 2004 г.  | 1 октомври 2008 г.         |
| 31    | Обсебен (Haunted)                                                                                           | 2 октомври 2004 г.    | 1 октомври 2008 г.         |
| 32    | Магии (Spellbound)                                                                                          | 9 октомври 2004 г.    | 2 октомври 2008 г.         |
| 33    | Революция (Revolution)                                                                                      | 16 октомври 2004 г.   | 2 октомври 2008 г.         |
| 34    | Вълната (Wavelength)                                                                                        | 23 октомври 2004 г.   | 3 октомври 2008 г.         |
| 35    | Звярът в мен (The Beast Within)                                                                             | 30 октомври 2004 г.   | 3 октомври 2008 г.         |
| 36    | Може ли да остане? (Can I Keep Him?)                                                                        | 6 ноември 2004 г.     | 6 октомври 2008 г.         |
| 37    | Зайчето Гарвън... или... изчезването на Титаните (Bunny Raven... or... How to Make A Titananimal Disappear) | 8 януари 2005 г.      | 6 октомври 2008 г.         |
| 38    | Източните титани (Titans East)                                                                              | 15 януари 2005 г.     | 7 октомври 2008 г.         |
| 39    | Източните титани, втора част (Titans East, PT II)                                                           | 22 януари 2005 г.     | 7 октомври 2008 г.         |

## Сезон 4
| Номер | Заглавие                                       | Първо излъчване в САЩ | Първо излъчване в България |
| ----- | ---------------------------------------------- | --------------------- | -------------------------- |
| 40    | Не натискай това копче (Don't Touch That Dial) | 17 януари 2005 г.     | 8 октомври 2008 г.         |
| 41    | Киборг варваринът (Cyborg the Barbarian)       | 12 февруари 2005 г.   | 8 октомври 2008 г.         |
| 42    | Белязана по рождение (Birthmark)               | 5 февруари 2005 г.    | 9 октомври 2008 г.         |
| 43    | По пътя (The Quest)                            | 29 януари 2005 г.     | 9 октомври 2008 г.         |
| 44    | Служител на месеца (Employee of the Month)     | 19 февруари 2005 г.   | 10 октомври 2008 г.        |
| 45    | Трок (Troq)                                    | 9 май 2005 г.         | 10 октомври 2008 г.        |
| 46    | Пророчеството (The Prophecy)                   | 4 юни 2005 г.         | 13 октомври 2008 г.        |
| 47    | Изгубени (Stranded)                            | 11 юни 2005 г.        | 13 октомври 2008 г.        |
| 48    | Претоварен (Overdrive)                         | 18 юни 2005 г.        | 14 октомври 2008 г.        |
| 49    | Мамчето (Mother Mae-Eye)                       | 25 юни 2005 г.        | 14 октомври 2008 г.        |
| 50    | Краят, първа част (The End)                    | 2 юли 2005 г.         | 15 октомври 2008 г.        |
| 51    | Краят, втора част (The End, part II)           | 9 юли 2005 г.         | 15 октомври 2008 г.        |
| 52    | Краят, трета част (The End, part III)          | 16 юли 2005 г.        | 16 октомври 2008 г.        |

## Сезон 5
| Номер | Заглавие                                    | Първо излъчване в САЩ | Първо излъчване в България |
| ----- | ------------------------------------------- | --------------------- | -------------------------- |
| 53    | Завръщане (Homecoming)                      | 24 септември 2005 г.  | 21 февруари 2009 г.        |
| 54    | Завръщане, втора част (Homecoming, part II) | 1 октомври 2005 г.    | 22 февруари 2009 г.        |
| 55    | Доверие (Trust)                             | 8 октомври 2005 г.    | 28 февруари 2009 г.        |
| 56    | Наистина (For Real)                         | 15 октомври 2005 г.   | 1 март 2009 г.             |
| 57    | Заслепен от снега (Snowblind)               | 28 октомври 2005 г.   | 7 март 2009 г.             |
| 58    | Кол (Kole)                                  | 5 ноември 2005 г.     | 8 март 2009 г.             |
| 59    | Криеница (Hide and Seek)                    | 11 ноември 2005 г.    | 14 март 2009 г.            |
| 60    | Със скоростта на светлината (Lightspeed)    | 3 декември 2005 г.    | 15 март 2009 г.            |
| 61    | Състезанието (Revved Up)                    | 10 декември 2005 г.   | 21 март 2009 г.            |
| 62    | Началото (Go!)                              | 17 декември 2005 г.   | 22 март 2009 г.            |
| 63    | До всички титани (Calling All Titans)       | 7 януари 2006 г.      | 28 март 2009 г.            |
| 64    | Титани заедно (Titans Together)             | 14 януари 2006 г.     | 29 март 2009 г.            |
| 65    | Нещата се променят (Things Change)          | 16 януари 2006 г.     | 4 април 2009 г.            |

### Специален епизод
Това е наполовина дълъг епизод (12 минути), представен в Postopia.com, детския уебсайт на Post Cereals, като част от промоционална онлайн кампания. Никога не е излъчван по телевизията.
| Номер | Заглавие                             | Първо излъчване в САЩ |
| ----- | ------------------------------------ | --------------------- |
| 01    | Изгубеният епизод (The Lost Episode) | 11 януари 2005 г.     |

### Филм
Warner Bros. продуцират филм, базиран на сериала, който е излъчен по телевизията и се разпространява на DVD; излъчен е по Картун Нетуърк в края на 2006 г. и е пуснат на DVD през февруари 2007 г. „Изгубеният епизод“ е включен като бонус на DVD-то.
| Номер | Заглавие                                                        | Първо излъчване в САЩ | Първо излъчване в България |
| ----- | --------------------------------------------------------------- | --------------------- | -------------------------- |
| 01    | Малките титани: Проблем в Токио (Teen Titans: Trouble in Tokyo) | 15 септември 2006 г.  | 26 август 2012 г.          |